# Dassault Étendard VI
Dassault Étendard VI byl francouzský prototyp stíhacího letounu původně vyvinutý v rámci soutěže NATO NBMR-1 na standardní taktický stíhací letoun užívající motor Bristol Siddeley Orpheus. Společnost Dassault využila téměř současně vypsaných požadavků Francouzského letectva na nový stíhací bombardér, a vyvíjela paralelně několik variant téhož konceptu pro oba potenciání zákazníky.
Letoun, původně nesoucí označení Mystère XXVI, byl vybrán jako jeden z účastníků soutěže u něhož mělo dojít ke stavbě prototypu, který podstoupí letové testy během nichž bude porovnáván s konkurenčními projekty. Ve zkouškách si vedl dobře, ale výkonnostně jej překonal Fiat G.91, který byl posléze vyhlášen vítězem soutěže.
Další vývoj tohoto konceptu, Étendard IV, vedl k úspěšnému typu pro Francouzské námořnictvo. Prototypy Étendardu VI dosloužily při vývoji některých jeho systémů.  

## Specifikace

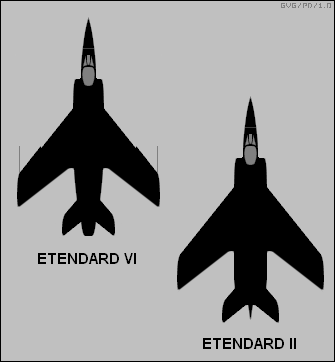
Porovnání půdorysů Étendardu VI (vlevo) a Étendardu II (vpravo).

Údaje platí pro první prototyp v době zkoušek v průběhu konkurzu NATO

### Technické údaje
- Osádka: 1
- Rozpětí křídel: 8,16 m
- Délka: 12,40 m
- Výška: 3,50 m
- Plocha křídel: 21 m²
- Hmotnost prázdného stroje: 3 720 kg
- Vzletová hmotnost: 5320 kg
- Maximální vzletová hmotnost: 5 860 kg
- Pohonná jednotka: 1 × proudový motor Bristol Siddeley Orpheus
- Výkon pohonné jednotky: 21,6 kN

### Výkony
- Maximální rychlost: 912 km/h
- Akční rádius: 250 km
- Praktický dostup: 13 400 m

### Výzbroj (plánovaná)
- 2 × automatický kanón ráže 30 mm nebo
- 4 × kulomet ráže 12,7 mm
- 1 000 kg pum nebo neřízených raket na vnějších závěsnících